# Kate Snow

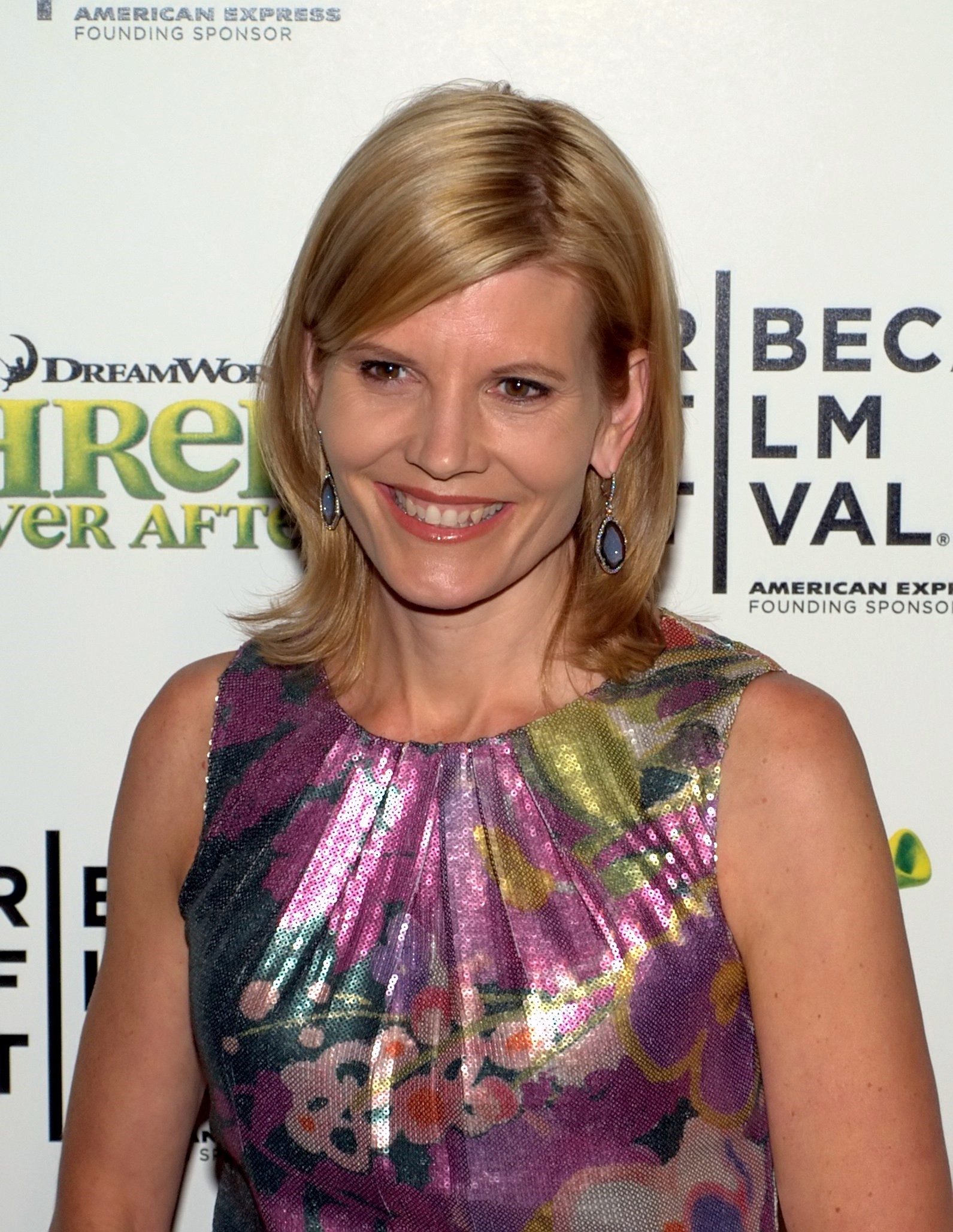
Kate Snow, 2010

Kate Snow (* 10. Juni 1969 in Bangor, Maine) ist eine US-amerikanische Journalistin.
Sie studierte an der Cornell-Universität und schloss einen Master-Studiengang (Master of Science in Foreign Service) an der Georgetown-Universität ab.
Ihre Laufbahn begann sie bei NBC Radio. Von 1998 bis 2003 war sie dann als Außenreporterin bei CNN, wo sie unter anderem am 11. September 2001 live aus Washington D.C. von den Ereignissen des Tages berichtete.
Ab 2003 arbeitete sie für den amerikanischen Fernsehsender ABC, wo sie die Sendung Good Morning America Weekend komoderierte. 2010 wechselte sie zu NBC News. Sie ist dort Moderatorin und Korrespondentin verschiedener TV-Nachrichtenformate.

## Familie
Snow ist mit dem Radiomoderator Chris Bro verheiratet. Sie haben zwei Kinder.

## Arbeit als TV-Journalistin
- 1995–1998: KOAT als TV-Reporterin
- 1998–2003: CNN  als Reporterin
- 2003–2010: ABC News
  - 2003–2004: Good Morning America als White House Korrespondentin
  - 2004–2010: Good Morning America Weekend als Nachrichtenmoderatorin
- 2010-: NBC News
  - 2010-: Dateline NBC als Korrespondentin
  - 2011-: Today als Nachrichtenmoderatorin
  - 2011–2013: Rock Center with Brian Williams als Korrespondentin
  - 2013-: NBC News-Korrespondentin (national)
  - 2015–2017: MSNBC Live als Nachrichtenmoderatorin
  - 2015-: NBC Nightly News als Nachrichtenmoderatorin (Sonntags)
  - 2017-: Sunday Night with Megyn Kelly als Korrespondentin